# بيتير هاربر
بيتير هاربر (بالسويدية: Peter Haber)‏ هو ممثل سويدي، ولد في 12 ديسمبر 1952 بستوكهولم في السويد.

## وصلات خارجية
- بيتير هاربر على موقع IMDb (الإنجليزية)
- بيتير هاربر على موقع ميتاكريتيك (الإنجليزية)
- بيتير هاربر على موقع روتن توميتوز (الإنجليزية)
- بيتير هاربر على موقع ألو سيني (الفرنسية)
- بيتير هاربر على موقع تيرنر كلاسيك موفيز (الإنجليزية)
- بيتير هاربر على موقع أول موفي (الإنجليزية)
- بيتير هاربر على موقع قاعدة بيانات الأفلام السويدية (السويدية)
- بيتير هاربر على موقع قاعدة بيانات الفيلم (الإنجليزية)
- بيتير هاربر على موقع كينوبويسك (الروسية)